# Procédures légales chez Apple

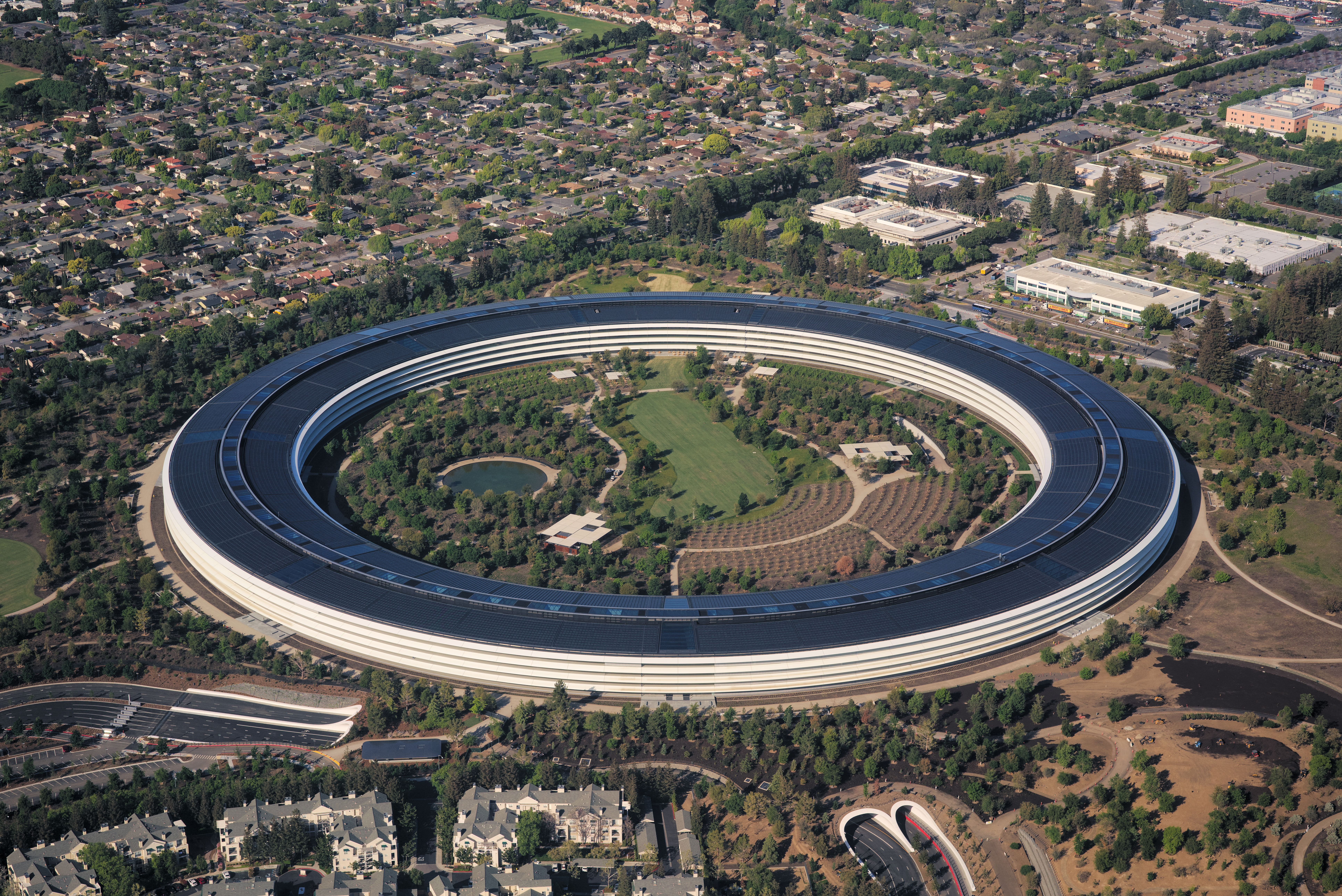
Le siège social d'Apple à Cupertino

La société multinationale Apple a participé à plusieurs procédures légales et réclamations depuis ses débuts et, à l'instar de ses concurrents, engage des poursuites dans le cadre du fonctionnement normal de ses affaires pour des raisons variées. Apple est notamment connu et revendique également son activisme, parfois agressif, visant à faire respecter ses intérêts en termes de propriété intellectuelle,.
Des années 1980 à aujourd'hui, Apple a tour à tour été le demandeur et le défendeur dans des poursuites engagées tant aux États-Unis qu'ailleurs. Certaines de ces actions ont eu un impact important pour les technologies de l'information et beaucoup ont attiré l'attention du public et des médias. Les litiges impliquant Apple concernent notamment la propriété intellectuelle, le droit de la concurrence, les consommateurs, des diffamations, de l’espionnage industriel, etc.